# Kolla
Die Kolla (auch Colla oder Coya) (Aussprache: koja oder koscha) sind ein indigenes Volk Südamerikas. Sie leben im nördlichen Chile, im nordwestlichen Argentinien und im südlichen Bolivien.
Die Kolla gerieten im 10.–12. Jahrhundert unter den Einfluss der Inkas und übernahmen deren Kultur, Sprache (Quechua, teilweise auch Aymara) und ihre fortgeschrittene Technologie. Im 16. Jahrhundert wurden sie von den einrückenden Spaniern kolonisiert und als billige Minenarbeiter ausgebeutet. Noch heute leben viele nach ihrer traditionellen Kultur. 
Die Kolla kennen wie viele andere Indigene Völker kein Privateigentum, sondern betreiben eine kollektive Landwirtschaft. Ihre ureigenen Riten haben sich im Laufe der Zeit mit christlichen Elementen vermischt. Für viele Kolla ist die Verehrung der Pachamama ein wesentlicher und selbstverständlicher Bestandteil ihres Lebens.
In Argentinien haben sich die Kolla – außer mit den Weißen – teilweise mit den Guaraní und verwandten Völkern vermischt. Während der argentinischen Wirtschaftskrise 2001 geriet die Comunidad Kolla Guaraní in Orán (in der argentinischen Provinz Salta) in die Schlagzeilen, da sich deren Mitglieder als Piqueteros betätigten, d. h. aus Protest Straßensperren errichteten.
2013 hat die Kolla-Indigene Natalia Sarapura aus Argentinien für ihr Engagement in den Indigenen Gemeinschaften den Bremer Friedenspreis erhalten. Ihr Konzept zur Förderung der indigenen Völker beinhaltet:
- die Förderung der kulturellen Identität
- Schulbildung für alle, insbesondere weiterführende Bildung für die Landbevölkerung
- Grundbildung für indigene Frauen (80 % sind Analphabetinnen) und Schutz vor Gewalt und Diskriminierung
- Schutz von Natur und Umwelt, insbesondere vor Verwüstungen durch internationale Bergbaukonzerne.[2]